# محمد عبد الله القاز
محمد عبدالله القاز  (1930 - 2016)، كان ممولاً ومطوراً ودبلوماسياً ونائب رئيس المصرف المركزي في السنوات الأولى لدولة الإمارات العربية المتحدة، ومحباً للخير. أصبح القاز عضواً في الجيل الأول من المستثمرين والمطورين الذين صنعوا السوق في دبي في الخمسينيات من القرن الماضي من خلال شراكته مع جمعة الماجد ، الذي تم تصنيفه من بين أغنى 100 عربي في عام 2016.

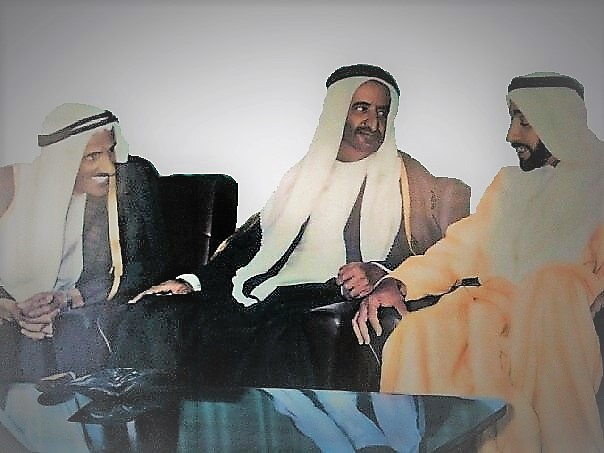
الشيخ زايد من أبوظبي ، والشيخ راشد مندبي ، ومحمد القاز بعد الاتحاد بوقت قصير.

## الشراكة في تجارة الذهب
نظراً لكونه تاجراً مغامراً في المنسوجات والسلع بين الأسواق في الشرق الأوسط، فقد دخل القاز في تجارة الذهب التاريخية بين سويسرا ودبي والهند في الخمسينيات من القرن الماضي بعد أن قام بالشراكة مع صديقه، جمعة الماجد. شراكات مثل تلك التي بين الأخوين سيف أحمد الغرير والشيخ راشد بن سعيد الذي تولى الحكم الرسمي في عام 1958. أعقب ذلك فترة من النمو والاستقرار، والتي تناقضت بشكل خاص مع الصعوبات التي واجهها سلف الشيخ راشد، الشيخ سعيد بن مكتوم، في الثلاثينيات مع تجار اللؤلؤ الذين سيطروا على تجارة صيد اللؤلؤ في دبي، وتسببوا في تمرد 1938.

## الدبلوماسية وتطوير البنية التحتية في دبي

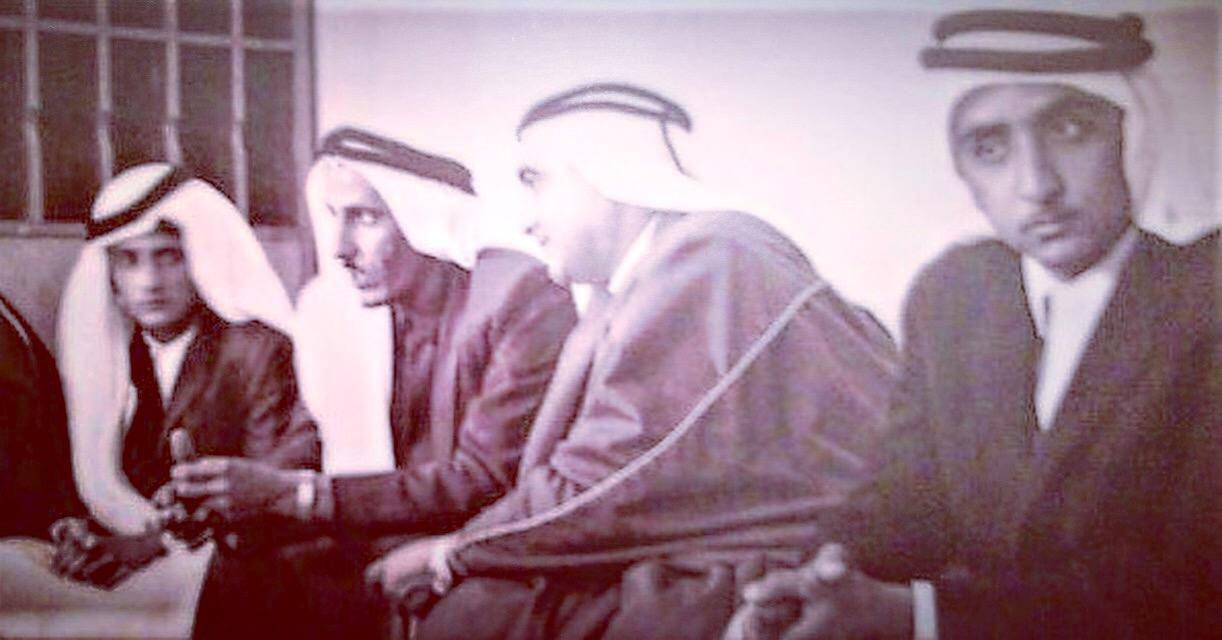
محمد القاز مع الشاب الشيخ محمد بن راشد عن يمينه ومهدي التاجر يليه الشيخ مكتوم بن راشد عن يساره.

محمد القاز أصبح مستشارا دبلوماسياً للشيخ راشد بن سعيد. تم استخدامه كقناة دبلوماسية أولية بين دبي وأبوظبي في وقت كانت فيه مفاوضات الأراضي المطولة محور العلاقة الدبلوماسية؛ ساعد القاز على المصالحة بين الجانبين.

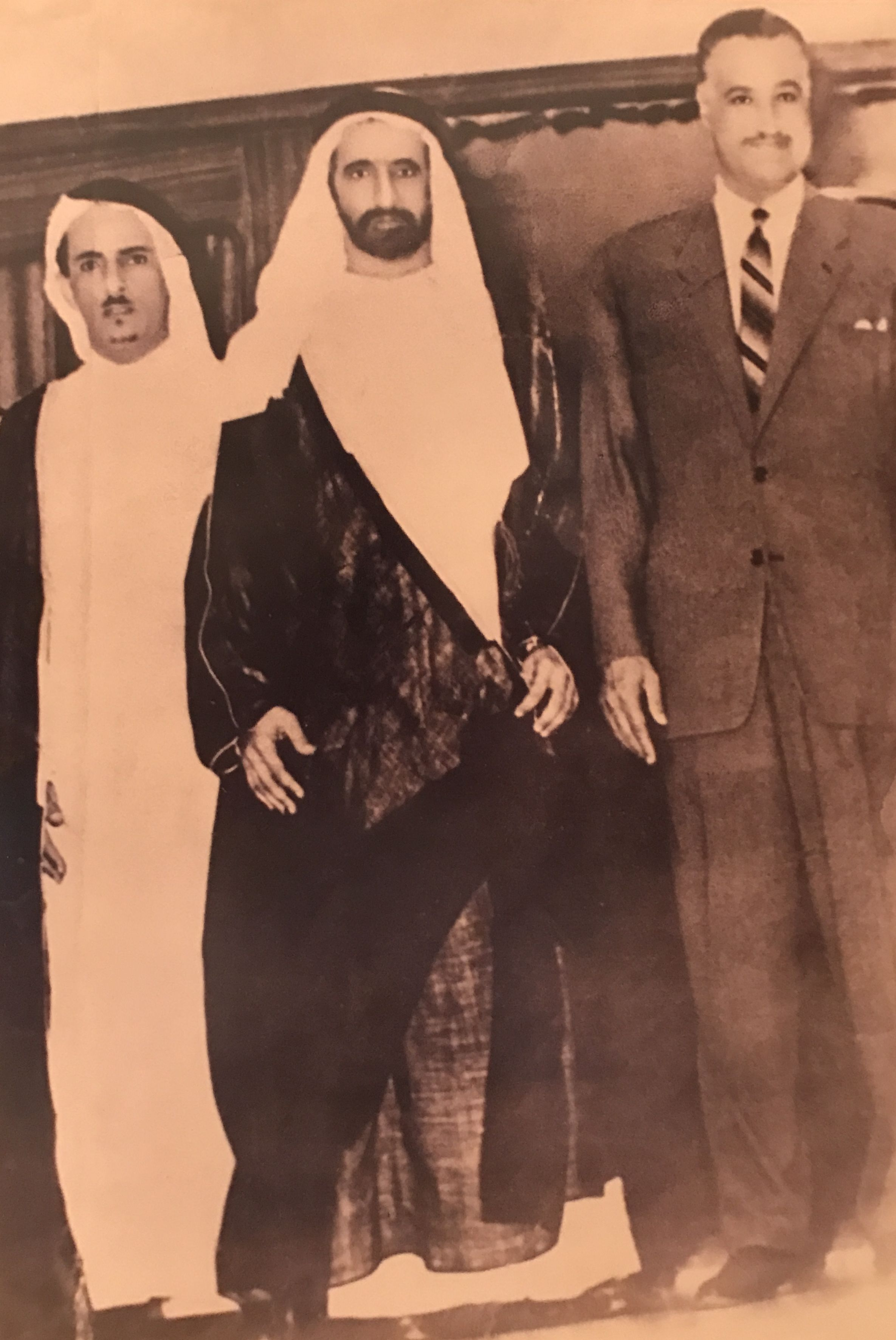
محمد القاز (يسار) وراشد بن سعيد آل مكتوم (وسط) يزوران جمال عبد الناصر عام 1959.

توقفت تجارة الذهب الهندية عن رواجها مع شركائها في أوائل السبعينيات. وبدأ القاز وشريكه الماجد في توجيه استثماراتهما إلى المشاريع التي جلبت المعرفة الفنية أو البنية التحتية إلى دبي، والتي كانت وراء منافسيها الأكثر تطوراً في الكويت والبحرين. استثمر القاز والماجد بكثافة في تأمين حقوق الامتياز وتطوير المشاريع العقارية. لقد حصلوا على حقوق التوزيع أو الامتياز الحصري للعلامات التجارية العالمية في دبي، بما في ذلك جنرال إلكتريك وسامسونج وفيليبس وأوبل وبيبسي ونيسان وهيونداي وكيا.
بعد 11 عاماً من الشراكة، قاموا بتقسيم أصولهم على أساس متفق عليه بشكل متبادل؛ انعكاساً للسنوات اللاحقة، لوحظ أن الماجد كانت إمبراطورية دبي التجارية الوحيدة في ذلك العصر التي انقسمت ودياً،  مع شراكة الفطيم، على سبيل المثال، الحفاظ على معارك الإمبراطورية عند إنهاء شراكات رئيسية.
على عكس الماجد، سحب القاز من غالبية ممتلكاته (مثل بيع حقوق الامتياز لنيسان في الثمانينيات) للتركيز على التطوير العقاري. بعد أن شيد أول مبنى من ثلاثة طوابق في تاريخ دبي، طور القاز الكثير من المناطق المحيطة ببورسعيد بشكل صحيح: ساحة برج الساعة، والحمرية في بر ديرة، في ما أصبح سوق ديرة.

## الأدوار الفيدرالية والعمل الخيري
بعد الاتحاد، ساعد الجاز في تأسيس المجلس الوطني  وشغل منصب النائب الأول لرئيس البنك المركزي لدولة الإمارات العربية المتحدة، منذ تأسيس البنك في عام 1980 حتى منتصف التسعينيات. عمل القاز تحت رئاسة الشيخ سرور بن محمد آل نهيان، وكان شخصية مهمة في العقدين الأولين من التنمية الاقتصادية لدولة الإمارات العربية المتحدة.

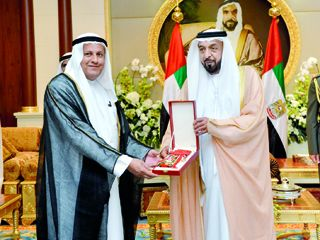
رئيس دولة الإمارات العربية المتحدة الشيخ خليفة يسلم عبدالله محمد القاز جائزة روح الاتحاد نيابة عن والده ، 2012.

نظراً لكونه من بين الجيل الأول من رجال الأعمال في دبي الذي تشكل بعد أزمات الثلاثينيات فقد حاول القاز الابتعاد عن تجارة اللؤلؤ. وشجع الاستثمار الخاص في التعليم العام من خلال بناء المدارس، بما في ذلك مدرسة آمنة بنت وهب للبنات، ومدرسة جمال عبد الناصر للبنين، ومدارس المجتمع. منح المؤسسات العامة والخاصة دون الكشف عن هويته، وفي عام 1989 طور مع جمعة الماجد أول جمعية خيرية في الإمارات العربية المتحدة، بيت الخير. 
في عام 2012، قدم الشيخ خليفة بن زايد آل نهيان جائزة روح الاتحاد للقاز لمساهماته في التنمية المبكرة لدولة الإمارات العربية المتحدة.

## الوفاة
في 12 أبريل 2016 توفي محمد القاز متأثراً بأمراض القلب والأوعية الدموية. خلفه ثمانية أبناء، تخلى القاز عن إدارة شركته القابضة لابنه الأكبر، عبد الله القاز، خلال حياته.

## روابط خارجية
- http://www.zawya.com/cm/profile.cfm/cid730440//United٪20Arab٪20Agencies
- https://web.archive.org/web/20080913040802/http://www.dsmgdubai.com/dir1.htm
- http://beitalkhair.org/en/